# Luciano Onder
Luciano Onder (n. 11 iulie 1943, Roma, Regatul Italiei) este un jurnalist, om de televiziune și autor de emisiuni de popularizare a științei italian. Este realizatorul emisiunii Medicina 33 de la postul de televiziune Rai 2.
Începând din 2014 a făcut parte din echipa redacțională a jurnalului TG5 al concernului media italian Mediaset. În același an, Universitatea din Parma i-a acordat titlul de doctor honoris causa în medicină și chirurgie.

## Emisiuni de televiziune
- Medicina 33 (1966-1975; Rete 2, 1976-1983; Rai 2, 1983-2014)
- TG2 Salute (Rai 2, 1995-2008)
- La casa della salute (San Marino RTV, din 2013)
- TG5 (Canale 5, din 2014)
- TgCom24 (din 2014)
- La salute prima di tutto - în cadrul emisiunii Mattino Cinque (Canale 5, din 2015)
- TG5 Salute (Canale 5, din 2016)

## Onoruri
- Medalia de merit pentru sănătate publică, 2 aprilie 2003[5]
- Premiul Saint-Vincent pentru jurnalism, pentru emisiunea Medicina 33, 2004
- Cavaler al Ordinului Național de Merit al Republicii Italiene, Roma, 2 iunie 2004[6]
- Premiul internațional Ischia pentru jurnalism, 2013[7]